# Championnats du Venezuela de cyclisme sur route
Les championnats du Venezuela de cyclisme sur route sont les championnats nationaux de cyclisme sur route du Venezuela, organisés par la Fédération vénézuélienne de cyclisme (en).

## Élites Hommes

### Podiums de la course en ligne

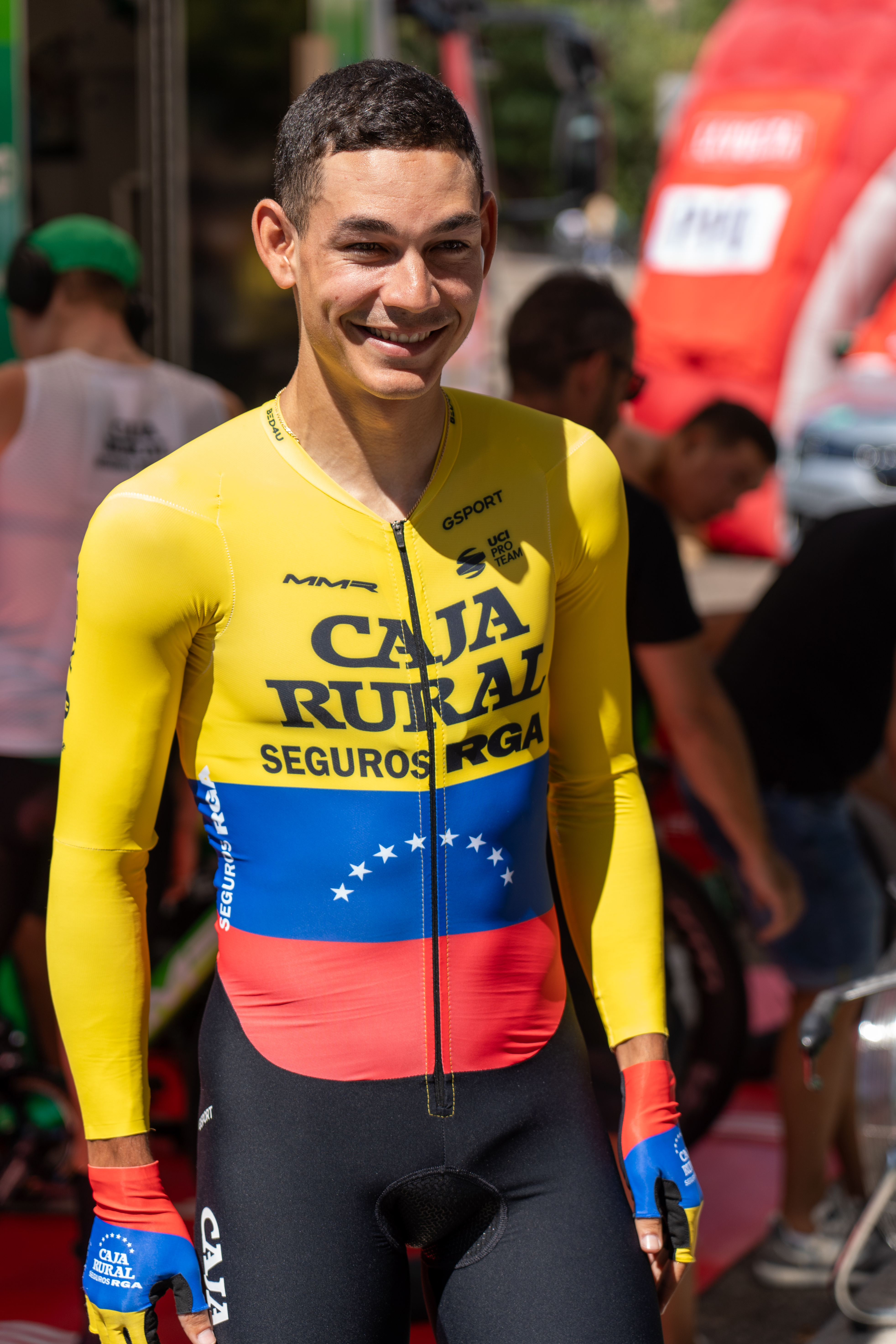
Orluis Aular vêtu de son maillot de champion national lors du Tour d'Espagne 2023

| Année | Vainqueur             | Deuxième              | Troisième               |
| ----- | --------------------- | --------------------- | ----------------------- |
| 1991  | Leonardo Sierra       | Richard Parra (es)    | Alexis Méndez (en)      |
| 1992  | Leonardo Sierra       | Luis Barroso (es)     | Carlos Maya             |
| 1993  | Leonardo Sierra       | Carlos Maya           | Alexis Méndez (en)      |
| 1999  | Manuel Guevara        | Robinson Merchán (es) | Alexis Méndez (en)      |
| 2000  | Tommy Alcedo (es)     | José Chacón           | Robinson Merchán (es)   |
| 2001  | Nestor Chacón         | Hussein Monsalve (es) | Jonathan Mendoza        |
| 2002  | Tommy Alcedo (es)     | Guillermo Barrios     | John Nava               |
| 2003  | Tony Linarez          | John Nava             | Ángel López             |
| 2004  | José Chacón           | Aldrin Salamanca (es) | Tomás Gil               |
| 2005  | Wilmer Vásquez        | Tommy Alcedo (es)     | Franklin Raúl Chacón    |
| 2006  | Manuel Medina         | Jonathan Hernández    | José Alirio Contreras   |
| 2007  | Tomás Gil             | Anthony Brea          | Miguel Chacón Sosa (es) |
| 2008  | Noel Vásquez          | Manuel Medina         | Jonathan Camargo        |
| 2009  | Honorio Machado       | Jesús Pérez           | Artur García            |
| 2010  | José Alirio Contreras | Carlos José Ochoa     | Daniel Abreu            |
| 2011  | Miguel Ubeto          | Giannini Anaya (es)   | Richard Ochoa           |
| 2012  | Miguel Ubeto          | Frederick Segura      | Jackson Rodríguez       |
| 2013  | Eduin Becerra         | Juan Murillo          | Yonathan Salinas        |
| 2014  | Xavier Quevedo        | Gil Cordovés          | Enrique Díaz            |
| 2015  | Juan Murillo          | Miguel Ubeto          | Enrique Díaz            |
| 2016  | Gusneiver Gil         | Carlos Torres         | Roniel Campos           |
| 2017  | Miguel Ubeto          | Rafael Medina         | Anderson Paredes        |
| 2018  | Ralph Monsalve        | Artur García          | Clever Martínez         |
| 2019  | Jesús Villegas        | Orluis Aular          | Pedro Sequera           |
| 2020  | Robert Sierra         | Xavier Nieves         | Orluis Aular            |
| 2021  | Luis Gómez            | Ángel Pulgar          | Robert Sierra           |
| 2022  | Orluis Aular          | Xavier Quevedo        | Yurgen Ramírez          |
| 2023  | Orluis Aular          | Luis Gómez            | Enrique Díaz            |
| 2024  | Anderson Paredes      | Jhonny Araujo         | Gregory Guevara         |
| 2025  | Orluis Aular          | Luis Pinto            | Enmanuel Viloria        |

Multi-titrés
- 3 : Leonardo Sierra, Orluis Aular
- 2 : Tommy Alcedo (es), Miguel Ubeto

### Podiums du contre-la-montre
| Année | Vainqueur             | Deuxième           | Troisième             |
| ----- | --------------------- | ------------------ | --------------------- |
| 1999  | Aldrin Salamanca (es) | Omar Pumar (es)    | Yosmer Méndez         |
| 2000  | José Chacón           | Alex Méndez        | Aldrin Salamanca (es) |
| 2001  | José Malave           | Jorge Rodríguez    | Henry Meneses         |
| 2002  | Franklin Chacón       | José Chacón        | Manuel Medina         |
| 2003  | José Chacón           | Carlos Ochoa       | Franklin Chacón       |
| 2004  | José Chacón           | Tomás Gil          | César Salazar         |
| 2005  | Pas de championnat    | Pas de championnat | Pas de championnat    |
| 2006  | Tomás Gil             | Andris Hernández   | Manuel Medina         |
| 2007  | José Rujano           | Franklin Chacón    | Tomás Gil             |
| 2008  | Tomás Gil             | Víctor Moreno      | Noel Vásquez          |
| 2009  | José Rujano           | Víctor Moreno      | Richard Ochoa         |
| 2010  | Tomás Gil             | José Chacón        | Carlos Gálviz         |
| 2011  | José Chacón           | Tomás Gil          | Richard Ochoa         |
| 2012  | Tomás Gil             | José Chacón        | Carlos Gálviz         |
| 2013  | José Rujano           | Carlos Gálviz      | Pedro Gutiérrez       |
| 2014  | Carlos Gálviz         | José Rujano        | Tomás Gil             |
| 2015  | Yonder Godoy          | José Rujano        | Tomás Gil             |
| 2016  | Pedro Gutiérrez       | José Alarcón       | Anderson Paredes      |
| 2017  | Pedro Gutiérrez       | José Alarcón       | Yonathan Salinas      |
| 2018  | Pedro Gutiérrez       | Carlos Gálviz      | José Alarcón          |
| 2019  | Orluis Aular          | Carlos Gálviz      | Ángel Pulgar          |
| 2020  | Carlos Gálviz         | Jeison Rujano      | Orluis Aular          |
| 2021  | Jeison Rujano         | Enmanuel Viloria   | José Andrés Díaz      |
| 2022  | Orluis Aular          | José Alarcón       | Ángel Rivas           |
| 2023  | Orluis Aular          | Reinaldo Arocha    | Edwin Torres          |
| 2024  | Orluis Aular          | Edwin Torres       | Carlos Gálviz         |
| 2025  | Orluis Aular          | Francisco Peñuela  | Enmanuel Viloria      |

Multi-titrés
- 5 : Orluis Aular
- 4 : José Chacón, Tomás Gil
- 3 : José Rujano, Pedro Gutiérrez

### Podiums du contre-la-montre par équipes
| Année | Vainqueur                                                | Deuxième                                               | Troisième                                                   |
| ----- | -------------------------------------------------------- | ------------------------------------------------------ | ----------------------------------------------------------- |
| 2022  | José Alarcón Reinaldo Arocha Edgardo Molina Reinel Silva | José Andrés Díaz Luis Gómez Máximo Rojas Isaac Yaguaro | Gregori Mercado Jesús Nieves Brayan Rodríguez Johan Sánchez |

## Femmes

### Podiums de la course en ligne
| Année | Vainqueur                  | Deuxième          | Troisième       |
| ----- | -------------------------- | ----------------- | --------------- |
| 2005  | Blendys Rojas              | Angie González    | Karelia Machado |
| 2006  | Maria Briceno              | Diana Diaz        | Karelia Machado |
| 2007  | Danielys García            | Francimar Pinto   | Maria Briceno   |
| 2008  | Danielys García            | Maria Briceno     | Angie González  |
| 2009  | Maria Briceno              | Francimar Pinto   | Angie González  |
| 2010  | Danielys García            | Fanny Alvarez     | Liliana Berrios |
| 2011  | Angie González             | Fanny Alvarez     | Maria Briceno   |
| 2012  | Angie González             | Danielys García   | Maria Briceno   |
| 2013  | Danielys García            | Keyni Urbina      | Zaily Salazar   |
| 2014  | Danielys García            | Keyni Urbina      | Maria Briceno   |
| 2015  | Jennifer Cesar             | Wilmarys Moreno   | Gleydimar Tapia |
| 2016  | Zuralmy Rivas              | Lilibeth Chacón   | Jennifer Cesar  |
| 2017  | Jennifer Cesar             | Angie González    | Lilibeth Chacón |
| 2018  | Ingrid Porras              | Wilmarys Moreno   | Maria Briceno   |
| 2019  | Wilmarys Moreno            | Lilibeth Chacón   | Zuralmy Rivas   |
| 2020  | Ingrid Porras              | Maria Rueda       | Karina Clemant  |
| 2021  | Wilmarys Moreno            | Katherine Clemant | Maria Briceno   |
| 2022  | Andisabel Luque de Briceño | Lilibeth Chacón   | Wilmarys Moreno |
| 2023  |                            |                   |                 |
| 2024  | Maria Daza                 |                   |                 |

Multi-titrées
- 5 : Danielys García
- 2 : María Briceño (en), Angie González, Jennifer Cesar, Ingrid Porras, Wilmarys Moreno

### Podiums du contre-la-montre
| Année | Vainqueur       | Deuxième                   | Troisième         |
| ----- | --------------- | -------------------------- | ----------------- |
| 2006  | Danielys García | Francimar Pinto            | Angelica Quintero |
| 2007  | Karelia Machado | Fanny Alvarez              | Danielys García   |
| 2008  | Danielys García | Maria Briceno              | Francimar Pinto   |
| 2009  | Danielys García | Maria Briceno              | Fanny Alvarez     |
| 2010  | Danielys García | Angie González             | Maria Briceno     |
| 2011  | Danielys García | Angie González             | Maria Briceno     |
| 2012  | Danielys García | Maria Briceno              | Angie González    |
| 2013  | Danielys García | Lilibeth Chacón            | Jennifer Cesar    |
| 2014  | Danielys García | Angie González             | Wilmarys Moreno   |
| 2015  | Jennifer Cesar  | Wilmarys Moreno            | Maria Briceno     |
| 2016  | Danielys García | Lilibeth Chacón            | Maria Rueda       |
| 2017  | Lilibeth Chacón | Ingrid Porras              | Jennifer Cesar    |
| 2018  | Danielys García | Wilmarys Moreno            | Maria Briceno     |
| 2019  | Wilmarys Moreno | Maria Briceno              | Katiusca Garcia   |
| 2021  | Wilmarys Moreno | Andisabel Luque de Briceño | Katherine Clemant |
| 2022  | Lilibeth Chacón | Angy Luna                  | Wilmarys Moreno   |
| 2023  |                 |                            |                   |
| 2024  | Angy Luna       | Maria Daza                 | Marliany Gonzalez |

Multi-titrées
- 10 : Danielys García
- 2 : Wilmarys Moreno, Lilibeth Chacón

## Espoirs Hommes

### Podiums de la course en ligne
| Année     | Vainqueur           | Deuxième         | Troisième          |   |
| --------- | ------------------- | ---------------- | ------------------ | - |
| 2001      | Víctor Becerra      | Víctor Chacón    | Juan Murillo       |   |
| 2002      | Honorio Machado     | Ronald González  | Óscar Luna         |   |
| 2003      | Luis Díaz           | Norberto Ulloa   | Enrique Gelvez     |   |
| 2004-2005 | ?                   | ?                | ?                  | ? |
| 2006      | Tomás Teresen (en)  | Michel Sandoval  | José Cornieles     |   |
| 2007      | ?                   | ?                | ?                  | ? |
| 2008      | Jonathan Camargo    | José Alarcón     | José Franco        |   |
| 2009      | Yonathan Monsalve   | Yosvangs Rojas   | Álvaro Torres (es) |   |
| 2010      | Yonathan Monsalve   | Luis Gelvez      | José Alarcón       |   |
| 2011      | Giannini Anaya (es) | Jorge Abreu      | Xavier Quevedo     |   |
| 2012      | Xavier Quevedo      | Italo Hernández  | Jorge Abreu        |   |
| 2013      | Yonder Godoy        | Pedro Sequera    | Rosales Márquez    |   |
| 2014      | ?                   | ?                | ?                  | ? |
| 2015      | Isaac Yaguaro       | Carlos Giménez   | Carlos Molina      |   |
| 2016      | Anderson Paredes    | Darwin Montilla  | Henry Meneses      |   |
| 2017      | Anderson Paredes    | Leonel Quintero  | Fredy Rico         |   |
| 2018      | Luis Colmenárez     | José Bruzual     | Yurgen Ramírez     |   |
| 2019      | Jesús Villegas      | Yurgen Ramírez   | César Sanabria     |   |
| 2020      | Germán Rincón       | José Andrés Díaz | Jeison Rujano      |   |
| 2021      | Airton Cabral       | José Andrés Díaz | Breinner Camargo   |   |
| 2022      | Yohandri Rubio      | Yenfron Guerrero | Airton Cabral      |   |
| 2023      | Breinner Camargo    | Ocmar Álvarez    | Angelvis Arroyo    |   |
| 2024      | Arlex Méndez        | Breinner Camargo | Jaiker Morillo     |   |
| 2025      | Winston Maestre     | Breinner Camargo | Jaiker Morillo     |   |

Multi-titrés
- 2 : Yonathan Monsalve, Anderson Paredes

### Podiums du contre-la-montre
| Année     | Vainqueur        | Deuxième         | Troisième           |   |
| --------- | ---------------- | ---------------- | ------------------- | - |
| 2001      | Franklin Chacón  | José Rujano      | Víctor Becerra      |   |
| 2002      | Carlos Ochoa     | Ronald González  | Giorgio Landaeta    |   |
| 2003      | Ronald González  | Manuel Palencio  | Freddy Vargas       |   |
| 2004-2005 | ?                | ?                | ?                   | ? |
| 2006      | Víctor Moreno    | Richard Ochoa    | Carlos Figuera      |   |
| 2007-2008 | ?                | ?                | ?                   | ? |
| 2009      | Carlos Gálviz    | Pedro Gutiérrez  | Juan José Ruiz      |   |
| 2010      | Carlos Gálviz    | José Alarcón     | Pedro Gutiérrez     |   |
| 2011      | Carlos Linares   | Pedro Gutiérrez  | Giannini Anaya (es) |   |
| 2012      | Carlos Linares   | Isaac Yaguaro    | Yonder Godoy        |   |
| 2013      | Yonder Godoy     | Pedro Sequera    | José Mendoza        |   |
| 2014      | Yonder Godoy     | Roniel Campos    | Maiki Chávez        |   |
| 2015      | Yonder Godoy     | Carlos Molina    | Anderson Paredes    |   |
| 2016      | Anderson Paredes | Darwin Montilla  | Gabriel Mendoza     |   |
| 2017      | Leonel Quintero  | Anderson Paredes | Ismael Cárdenas     |   |
| 2018      | José Piñeiro     | Jesús Villegas   | José Bruzual        |   |
| 2019      | Omar Ruiz        | Luis Mendoza     | Delvis Materano     |   |
| 2020      | Jeison Rujano    | José Andrés Díaz | Omar Ruiz           |   |
| 2021      | Jeison Rujano    | Enmanuel Viloria | José Andrés Díaz    |   |
| 2022      | Jhonny Araujo    | Samuel Antica    | José Andrés Díaz    |   |
| 2023      | Enmanuel Viloria | Ocmar Álvarez    | Jesús Goyo          |   |
| 2024      | Jesús Goyo       | Yoisnerth Rondón | Arlez Méndez        |   |
| 2025      | Arley Cuadros    | Diego Lei        | Jesús Goyo          |   |

Multi-titrés
- 3 : Yonder Godoy
- 2 : Carlos Gálviz, Carlos Linares, Jeison Rujano

## Juniors Hommes

### Podiums de la course en ligne
| Année | Vainqueur           | Deuxième           | Troisième             |   |
| ----- | ------------------- | ------------------ | --------------------- | - |
| 2008  | Giannini Anaya (es) | Xavier Quevedo     | Nelson Herrera        |   |
| 2009  | Luis Henrique Díaz  | Rafael Pereira     | Yorman Fuentes        |   |
| 2010  | Isaac Yaguaro       | Luis Henrique Díaz | Johnny Chacin         |   |
| 2011  | Carlos Molina       | Isaac Yaguaro      | José Mendoza          |   |
| 2012  | Enzo Díaz           | Maiki Chávez       | Wrayan Alviarez       |   |
| 2013  | Leangel Linarez     | Anderson Paredes   | Maiki Chávez          |   |
| 2014  | Orluis Aular        | Omar Moreno        | Jefferson Chía        |   |
| 2015  | Leonel Quintero     | José Molina        | Gaudys Ochoa          |   |
| 2016  | José Molina         | Germán Rincón      | Anibal Natera         |   |
| 2017  | ?                   | ?                  | ?                     | ? |
| 2018  | Miguel Viloria      | Omar Ruiz          | Francisco Peñuela     |   |
| 2019  | Albert Carrero      | Jhonny Araujo      | Samuel Antica         |   |
| 2020  | ?                   | ?                  | ?                     | ? |
| 2021  | Max Tovar           | Arlex Méndez       | Miguel Peña           |   |
| 2022  | Angelvis Arroyo     | Arlex Méndez       | Yoisnerth Rondón      |   |
| 2023  | Arlex Méndez        | Maikel Vargas      | Jheison Plaza         |   |
| 2024  | Ilder Segovia       | Ángel Ochoa        | Luis Miguel Hernández |   |
| 2025  | Rikeyberth Alvarado | Ronald Pérez       | Eduard Ayala          |   |

### Podiums du contre-la-montre
| Année     | Vainqueur        | Deuxième            | Troisième        |   |
| --------- | ---------------- | ------------------- | ---------------- | - |
| 2008      | Carlos Linares   | José González       | Félix García     |   |
| 2009      | Rafael Pereira   | Carlos Linares      | Yohnnys Aguilera |   |
| 2010      | Elvis Rozo       | Andrés Díaz         | Rafael Pereira   |   |
| 2011      | Roniel Campos    | Willian Herrera     | Carlos Molina    |   |
| 2012      | Maiki Chávez     | José Mendoza        | Carlos Molina    |   |
| 2013      | Anderson Paredes | Maiki Chávez        | Jefferson Chía   |   |
| 2014      | Edwin Torres     | Orluis Aular        | Robert Sierra    |   |
| 2015      | Edwin Torres     | Franklin Chacón     | Leonel Quintero  |   |
| 2016      | Anibal Natera    | José Molina         | Carlos Peña      |   |
| 2017-2018 | ?                | ?                   | ?                | ? |
| 2019      | Jeison Rujano    | Samuel Antica       | Yilber Ramírez   |   |
| 2020      | ?                | ?                   | ?                | ? |
| 2021      | Arlex Méndez     | Yoisnerth Rondón    | Jesús Goyo       |   |
| 2022      | Jesús Goyo       | Yoisnerth Rondón    | Antonio Quintero |   |
| 2023      | Ilder Segovia    | Arlex José Rueda    | Yurmaikler Rubio |   |
| 2024      | Winston Maestre  | Yurmaikler Rubio    | Arley Cuadros    |   |
| 2025      | Williver Ortiz   | Rikeyberth Alvarado | Carlos Pietri    |   |

Multi-titrés
- 2 : Edwin Torres

### Podiums du contre-la-montre par équipes
| Année | Vainqueur                                                      | Deuxième                                                    | Troisième                                                 |
| ----- | -------------------------------------------------------------- | ----------------------------------------------------------- | --------------------------------------------------------- |
| 2022  | Jesús Goyo Angelvis Arroyo Alexander Castañeira Ángel Villegas | Arlex Méndez Antony Quintero Omar Bustamante Sebastián Mora | Óscar del Valle César Padilla Jaiker Morillo Leomar Durán |

## Cadets Hommes

### Podiums de la course en ligne
| Année     | Vainqueur       | Deuxième         | Troisième        |   |
| --------- | --------------- | ---------------- | ---------------- | - |
| 2009      | Jhon Ángel      | Jesús Velázquez  | Anthony Zamudio  |   |
| 2010      | Luis Gómez      | Keiner Sánchez   | Edward Gómez     |   |
| 2011      | Edward Gómez    | José Yusti       | Jesús Tapia      |   |
| 2012      | Wilson Pereira  | Jefferson Chía   | Wilfredo Salazar |   |
| 2013      | José Molina     | Anibal Natera    | Deins Hernández  |   |
| 2014-2015 | ?               | ?                | ?                | ? |
| 2016      | Gregory Guevara | Brenys Hernández | Miguel Viloria   |   |

### Podiums du contre-la-montre
| Année | Vainqueur        | Deuxième        | Troisième      |   |
| ----- | ---------------- | --------------- | -------------- | - |
| 2009  | Andrés Díaz      | Isaac Yaguaro   | Jhon Ángel     |   |
| 2010  | Jhon Ángel       | Carlos Molina   | Luis Gómez     |   |
| 2011  | Leonardo Torres  | Maiki Chávez    | Rafael Añez    |   |
| 2012  | Ismael Cárdenas  | José Yusti      | Jefferson Chía |   |
| 2013  | Franklin Chacón  | Julio Blanco    | Anibal Natera  |   |
| 2014  | Franklin Chacón  | Adrián Quintero | Anibal Natera  |   |
| 2015  | ?                | ?               | ?              | ? |
| 2016  | José Andrés Díaz |                 |                |   |

Multi-titrés
- 2 : Franklin Chacón